# Tainonia visite
Tainonia visite is een spinnensoort uit de familie trilspinnen (Pholcidae). De soort komt voor in Hispaniola.